# 紫礦屬
紫礦屬（英語：Butea），也常被稱為森林之炎(Flame of the Forest)，為豆目的花類屬。旗下有兩種：紫礦和紅葛根。
此屬源自於東南亞和印度一帶，在那裏此屬被取做木材、树脂、染料和藥物。